# 2023年智利制宪会议选举
2023年制憲會議選舉是於2023年5月7日在智利舉行的选举，以選舉起草新憲法的制憲會議成員。选举结果右派贏得選舉勝利，并超过五分之三的席次門檻，可以自由起草新憲法，左派因为没有获得2/5以上席次，无法否決右派提出的条文。

## 背景
2021年智利制宪会议选举出制憲會議成員后起草新憲法，但新憲法在2022年智利公投中被否决。2022年12月右派控制的智利国会宣布再次尝试起草新憲法，为了避免新憲法再次被否决，智利国会对新的制憲會議组成进行调整。新的制憲會議将由50名直接選舉產生的议员组成，他们必须根据国会任命的由24名成員組成的專家委員會編寫的初步草案起草憲法。此外由國會还任命的一個由14名成員組成的機構確保起草的宪法符合国会的基本原則。2023年1月国会完成对專家委員會的任命，该委员会由右派人士组成，其中包括支持智利前军事独裁政府的人士。

## 选举制度
本次选举为强制投票，制憲會議的50個席位選舉方式为开放名单比例代表制，每一地区选出2~5名议员，原住民席位外加，但与2021年时不同，本次没有固定数量的原住民席位，而是取决于原住民候选人的得票数。
另外选举還需要求性別席次均等，各政党提交的名單必须交替出現男性和女性候選人，最终除原住民席位外，制憲會議必須包含25名男性和25名女性，否則會採取措施進行当选人名单調整。

## 结果
选举结果反對對憲法進行重大修改的右派贏得選舉勝利，并超过五分之三的席次門檻，可以自由起草新憲法，无视左派的意见。
| 政党               | 政党                                                               | 票数       | %      | 席数 |
| ------------------ | ------------------------------------------------------------------ | ---------- | ------ | ---- |
|                    | 共和党                                                             | 3,468,115  | 34.33  | 23   |
|                    | 智利團結 (智利共產黨、 智利社會黨、 社會融合、 民主革命 (智利)...) | 2,800,973  | 27.73  | 16   |
|                    | 安全智利 (独立民主联盟、 民族革新、 政治进化)                      | 2,063,892  | 20.43  | 11   |
|                    | 一切为了智利 (基督教民主黨、 爭取民主黨、 智利激进党)              | 877,199    | 8.68   | 0    |
|                    | 人民党                                                             | 537,067    | 5.32   | 0    |
|                    | 智利原住民                                                         | 306,439    | 3.03   | 1    |
|                    | 独立人士                                                           | 48,495     | 0.48   | 0    |
| 总共               | 总共                                                               | 10,102,180 | 100.00 | 51   |
|                    |                                                                    |            |        |      |
| 有效票数           | 有效票数                                                           | 10,102,180 | 78.56  |      |
| 无效票数           | 无效票数                                                           | 2,169,625  | 16.87  |      |
| 空白票数           | 空白票数                                                           | 586,667    | 4.56   |      |
| 总票数             | 总票数                                                             | 12,858,472 | 100.00 |      |
| 已登记选民／投票率 | 已登记选民／投票率                                                 | 15,150,571 | 84.87  |      |
| 资料来源：SERVEL   |                                                                    |            |        |      |

## 后续
左派的失败原因是人民对2021年左派掌握的制憲會議起草的宪法感到失望，它过于进步以至于人民无法接受，失败的修宪重创左派与属于左派的现任总统的声望，人民觉得修宪无助于改善人們的日常生活，那正是2019年人们要求政治改革的原因。所有的失望反映在高达21%的无效票上，而左派在选举的失败又反过来重创左派与总统的声望。
获胜的共和党选后立即表示他們將拒絕任何使墮胎成為憲法權利的提議，共和黨得票最多的候選人席爾瓦甚至表示：他們從來不想取代皮諾切特獨裁時代的宪法。總統加夫列尔·博里奇则接受选举结果，並補充說政府將继续支持新委員會：“政府不會干預修宪過程，並將尊重制憲會議在審議過程中的自主權。” 然而博里奇也因採取溫和的立場並放棄先前的政治承諾而受到左翼分子的批評。
根据规定国会任命的專家委員會将在6月6日以前完成宪法草案的制定，制憲會議必须在11月6日以前完成宪法的最终草拟，修宪公投将在12月17日举行。